# GNR スターリング・シングル形蒸気機関車
グレート・ノーザン鉄道スターリング・シングル形蒸気機関車（グレートノーザンてつどうスターリング・シングルがたじょうききかんしゃ）は、イギリスの鉄道会社であるグレート・ノーザン鉄道 (GNR) で使用されていた蒸気機関車の形式である。

## 概要
グレート・ノーザン鉄道の技師長であるパトリック・スターリングの設計による、急行旅客用機関車。均整のとれた優美な外観から当時の英国機で流行していた車軸配置4-2-2（シングル・ドライバー）様式の最高傑作の一つと称されるほか、同社の看板特急であるフライング・スコッツマンの初代牽引機でもある。

## 構造
動輪の直径は8フィート1インチ（約2159ミリメートル）。同時代のシングルドライバー機の中でも大型の部類に属し、8フーターの愛称でも知られていた。スターリングの手による機関車のほとんどは高速走行時の安定性を重視して内側シリンダーによる動輪の駆動方式を採用していたが、スターリング・シングルほど長大な動輪では内側シリンダーを採用すると、駆動スペースの関係からボイラー重心を高くする必要があり、かえって安定性を損なうため、例外的に外側シリンダーを採用している。また、重量の増加に対処して先輪に2軸のボギー台車を採用しており、これもスターリングの設計としては例外的な措置だった。

## 保存
第1号機No.1が保存されている。

## フィクション
『きかんしゃトーマス』
スターリング・シングルがテレビシリーズに登場するエミリーのモデル機となっている。
『名探偵コナン ベイカー街の亡霊』
作中終盤に、スターリング・シングルの牽引する列車に乗り込み、乗客に紛れ込んだ切り裂きジャックを探し出して対決するシーンがある。